# Ahmed Deedat
Œuvres principales
- Le Choix entre l'islam et le christianisme. (1993)
- La Bible est-elle la parole de Dieu ? (1980)
- Le Christ dans l'Islam. (1983)
- Mohammed, le successeur naturel du Christ. (1968)

Ahmad Deedat, de son nom complet Cheikh Ahmad Deedat Hussein, (né le 11 novembre 1918 à Tadkeshwar près de Surat, dans la province du Gujarat et mort le 8 août 2005, âgé de 87 ans, au KwaZulu-Natal en Afrique du Sud) est un écrivain, apologiste et théologien musulman, ainsi qu'un prédicateur autodidacte.
Il gagna une audience certaine à la suite de ses nombreux débats autour de l'islam. Leurs retransmissions sur Internet sont nombreuses.

## Biographie

### Enfance et rencontre avec le christianisme (1918-1956)
Ahmed Deedat naquit au Gujarat en Inde, en 1918. Son père ayant émigré en Afrique du Sud peu après sa naissance, il le rejoignit au KwaZulu-Natal, et sa mère mourut quelques mois après son départ. À l'école il surmonta la barrière de la langue et devint un bon élève. Toutefois, en raison des difficultés financières de son père, il quitta l'école à seize ans pour travailler.
En 1936, travaillant alors comme vendeur dans un magasin de meubles, des missionnaires chrétiens ayant leurs locaux à côté du magasin, vinrent le voir plusieurs fois pour le convertir. Ces missionnaires lui posèrent des questions au sujet de l'islam auxquelles il ne put répondre. Ils lui dirent aussi que le prophète de l'islam Mahomet utilisa l'épée pour propager sa religion, ce qui le choqua. Il décida alors d'approfondir sa connaissance de l'islam. Dans une bibliothèque, il trouva le livre de Rahmatullah Kairanvi, l’Izhar ul-Haqq (« Manifestation de la Vérité »). Ce livre racontait le profond travail des missionnaires chrétiens pour convertir l'Inde. Ahmad Deedat acheta alors sa première Bible pour l'étudier, puis chercha la discussion face à d'autres missionnaires chrétiens.
Son incursion dans les études bibliques prit un tour décisif lorsqu'il prêta attention aux classes d'études islamiques d'un certain Fairfax, un chrétien converti à l'islam. Voyant le succès des classes, Fairfax ajouta des cours de lecture biblique, doublés de leçons sur la manière de convertir les chrétiens. À la suite du désengagement de Fairfax, Deedat, qui était l'un de ses meilleurs élèves, prit sa suite durant trois ans.
La première conférence d'Ahmad Deedat s'intitule Muhammad: Messenger of Peace (« Mahomet : messager de la paix »), donnée en 1942 à Durban, devant une quinzaine de personnes.

### Création de l'IPCI et AS-Salaam (1956-1986)
Ahmed Deedat et deux de ses amis, Goolam Hoosein Vanker et Taahir Rasool, formèrent un cercle d'étude destiné à étudier le Coran. En 1957, il fonda l'International Islamic Propagation Center (Centre international de propagation islamique) avec le but d'imprimer une grande variété de livres sur l'islam. Ahmed Deedat devint son président et le resta jusqu'en 1996.
En 1958, Deedat établit également un centre islamique appelé As-Salaam Educational Institute. Deedat était déterminé à former des missionnaires pour répandre l'Islam dans les townships africains et a fondé As-Salaam (« la paix »), à Braemar sur la côte sud, sur un terrain donné par l'homme d'affaires Suleman Kadwa. Il a déménagé avec sa jeune famille à Braemar où il a travaillé pour construire une mosquée, un barrage, deux maisons et un dortoir pour vingt-cinq étudiants. L'expérience ne fut pas concluante en raison du manque de main-d'œuvre de l'IPC et manque de fonds, et a été repris par le Muslim Youth Movement en 1973. Il est retourné à Durban et a étendu les activités de l'IPC.

### Renommée internationale et dernières années (1986-2005)
Au début des années 1980, grâce à son travail dans le domaine du prosélytisme musulman, Ahmed Deedat commença à être connu en dehors de l'Inde et de l'Afrique du Sud. Son audience internationale fut considérablement renforcée en 1986, quand il gagna le prix international roi Fayçal pour services rendus à l'islam dans le domaine de la da'wa pendant plus de cinquante ans,. Deedat suscita alors l'attention des communautés musulmanes dans le monde entier, notamment celle du débat avec le télévangéliste Jimmy Swaggart en 1986,.
En 1988, il s'en prend violemment aux Versets sataniques de Salman Rushdie, déclarant : « Je considère que c'est là l'individu le plus malsain et le plus vil que j'aie jamais rencontré ».
En septembre 1993, il est refoulé à l'aéroport de Roissy sur ordre de Charles Pasqua, ministre de l'Intérieur d'alors, et ses ouvrages interdits en France.
Le 3 mai 1996, Ahmed Deedat eut un accident vasculaire cérébral qui le laissa tétraplégique avec lésions du tronc cérébral, sans possibilités de parler ou de déglutir. Il fut hospitalisé au King Faisal Specialist Hospital de Riyad, où il apprit à communiquer par le biais d'une série de mouvements oculaires et d'une machine lui permettant de former des phrases complètes.
Il passa les neuf dernières années de sa vie chez lui à Verulam (en) en Afrique du Sud, rivé à son lit et soigné par son épouse Hawa Deedat. Encourageant toujours les gens à faire la da'wa, il reçut des lettres d'affections des quatre coins du monde.
Ahmed Deedat mourut chez lui à Verulam le 8 août 2005 et fut enterré au cimetière de Verulam.

## Débats
Le premier grand débat d'Ahmed Deedat eut lieu en août 1981, face à l'apologiste chrétien Josh McDowell (en), à Durban en Afrique du Sud. Presque tous ses débats sont aujourd'hui diffusés en ligne sur des plateformes comme YouTube et DailyMotion.
Ahmed Deedat eut un débat avec un missionnaire américain chrétien d'origine palestinienne, le docteur Anis Shorrosh (en), puis commença d'autres débats à partir de décembre 1985 à Londres sur le sujet « Jésus est-il Dieu ? ».  Le débat avec Anis Shourroush fut déstabilisant pour Deedat : son interlocuteur avait combattu les arguments historico-critiques sur la Bible avec des arguments historico-critiques appliqués au Coran, car Shorroush connaissait l'islam.
Ahmad Deedat connut l'un des principaux moments de sa carrière lorsqu'il débattit avec Jimmy Swaggart, un missionnaire évangéliste. Ce débat eut lieu à Bâton-Rouge, à l'Université de Louisiane aux États-Unis, en novembre 1986. Le débat était intitulé « La Bible est-elle la parole de Dieu ? ». Environ 8 000 personnes y assistèrent, à un moment où Jimmy Swaggart était une figure américaine du christianisme évangélique. Après avoir vu le débat sur une cassette vidéo, un pasteur de l'église pentecôtiste, Kenneth L. Jenkins, en Indiana se convertit à l'islam en prenant le nom d'Abdullah M. al-Faruqe.
Lors de sa tournée en Amérique du Nord, Deedat débat également avec le docteur Robert Douglas (en), à l'Université du Kansas en novembre 1986, autour du thème « Jésus a-t-il été crucifié ? ».
Entre octobre et novembre 1991, Deedat fut en Scandinavie, où il tint trois débats et plusieurs discours. Deux de ces débats successifs furent contre le pasteur Stanley Sjöberg à Stockholm, en Suède, « La Bible est-elle la vraie parole de Dieu ? » et « Jésus est-il Dieu ? ». Deedat se rendit ensuite au Danemark où il débattit avec le pasteur Eric Bock, à Copenhague, sur le même sujet : « Jésus est-il Dieu ? ».

## Ses écrits et ses discours
Deedat publia plus d'une douzaine de livres mettant l'accent sur les grands thèmes cités ci-dessous. La plupart des nombreuses conférences de Deedat, ainsi que la plupart de ses débats, se concentraient sur ces mêmes thèmes :
- La Bible est-elle la parole de Dieu ?
- Qu'est-ce que la Bible dit à propos de Muhammad ?
- La Crucifixion ou Cruci-Fiction ?
- Muhammad : Le successeur naturel du Christ.
- Le Christ en Islam.
- Muhammad le Grandiose.
- Le Coran, miracle des miracles.
- Le Choix entre l'islam et le christianisme
- Quel est son nom ?
- Le Dieu qui n'exista jamais
- Quel était le signe de Jonas ?
- Résurrection ou ressuscitation

Capitalisant sur sa popularité dans le Moyen-Orient après avoir gagné le prix du Roi Fayçal, Deedat obtint une subvention pour imprimer un volume compilant quatre de ses livres. 100 000 exemplaires de ce livre intitulé Le Choix entre l'islam et le christianisme furent imprimés en très haute qualité HB (papier de soie, édition avec une couverture bordeaux et or). Ce livre, très populaire dans les années 1990, fut souvent disponible à la vente des missionnaires musulmans en Amérique du Nord.

## Critiques
En 1987, Ahmad Deedat réfuta les rumeurs en Afrique du Sud affirmant qu'il était un Qadiani et qu'il distribuait un Tafsir du Coran attribué au fameux Qadian, Muhammad Asad, en effectuant une déclaration publique clarifiant les choses et réaffirmant son opinion que Mirza Ghulam Ahmad al-Qadiani était un 'Kâfir' (c'est-à-dire un mécréant) ainsi que ses partisans.
Les débats et écrits d'Ahmad Deedat ont été étiquetées comme une forme d'apologétique. Lloyd V. J. Ridgeon, professeur d'Études islamiques à l'Université de Glasgow écrit : 

« Les pamphlets d'Ahmed Deedat ont été recyclés pour une toute nouvelle clientèle britannico-musulmane. Ainsi, une nouvelle génération est exposée à ses malicieuses désinformations. Les raisons de popularité d'un polémiste tel qu'Ahmed Deedat sont variées : l'autoperception des musulmans comme « meilleure des communautés » les conduit à supposer que l'islam prévaut sur les autres religions. Combinée à la fierté blessée de vivre dans un monde post-colonial dans lequel l'hégémonie culturelle occidentale se poursuit, une certaine dignité peut au moins être préservée en se réclamant d'une supériorité morale et religieuse. »

De plus, l'influence d'Ahmed Deedat est certainement plus large que confinée à une marge. L'universitaire musulman Farid Esack a critiqué Deedat, en le comparant à d'autres fondamentalistes comme Rabbi Meir Kahane et Jerry Falwell, en écrivant : 

« La multitude des vidéos antichrétiennes, antisémites et anti-hindoues de Deedat nous disent tout ce qu'il y a à dire de l'autre, et nous en sommes bien aise. Il est bien sûr des fois où des questions émergent concernant la rectitude du dogme, à propos des étiquettes apposées à Dieu, que nous estimons au-delà des étiquettes et qui regarde le cœur des gens. Mais au lieu d'approfondir ces questions, nous restons en position de repli et cherchons refuge dans le « connu ». C'est alors que nous commandons une autre vidéo de Deedat. »

Plus encore, tous les livres d'Ahmed Deedat ont été interdits sur le territoire français, notamment Deedat affronte le pasteur de l'Église de Suède, par arrêté du 31 mai 1984, « en raison de sa tonalité violemment anti-occidentale et de l'incitation à la haine raciale qu'elle contient ».
Enfin, de nombreux sites et vidéos circulent sur Internet en réponse aux attaques d'Ahmed Deedat contre le christianisme.
Hicham Abdel-Gawad, musulman libéral intervenant dans le dialogue islamo-chrétien, se souvient de l'admiration qu'il avait pour Deedat dans sa jeunesse salafiste. Cependant, il note aujourd'hui que « la qualité des arguments de Deedat provenait plus de sa maîtrise, au moins apparente, des études historico-critiques appliquées au Nouveau Testament que de sa maîtrise de la théologie islamique ». Deedat débattait avec des évangéliques, qui sont hermétiques aux résultats historico-critiques, alors que les autres confessions chrétiennes les acceptaient depuis longtemps : « Le succès de Deedat était donc dû plus à l'incompétence et au littéralisme de ses contradicteurs que sur une supériorité de la théologie islamique sur la théologie chrétienne ».

## Vidéo
- Ahmed Deedat & Stanley Scherberg; Jésus est il Dieu? Débat inter-religieux en Scandinavie, traduit en français.
- Conférence d'Ahmeed Deedat sur l'Iran